# Asura simulans
Asura simulans là một loài bướm đêm thuộc phân họ Arctiinae, họ Erebidae.